# Programa Conjunto de las Naciones Unidas sobre el VIH/sida
El Programa Conjunto de las Naciones Unidas sobre el VIH/sida (más conocido por el acrónimo ONUSIDA) es un programa nacido en el año 1996  de las Naciones Unidas destinado a coordinar las actividades de los distintos organismos especializados de la ONU en su lucha contra el sida. Es citado con frecuencia por sus siglas en inglés, UNAIDS.
El primer Director Ejecutivo, con sede en Ginebra, Suiza, fue Winnie Byanyima, Vicesecretaria General de las Naciones Unidas.

## Objetivos
Algunos de los objetivos que se plantearón en la estrategia 2017-2021 fueron: 
- La prevención
- Mejora en los servicios de asistencia médica
- Reducción de tabúes y estigmas

## Organizaciones
Agencias de la ONU que trabajan con ONUSIDA son:
- Oficina del Alto Comisionado de las Naciones Unidas para los Refugiados ACNUR
- Fondo de las Naciones Unidas para la Infancia UNICEF
- Programa Mundial de Alimentos PMA
- Programa de las Naciones Unidas para el Desarrollo PNUD
- Fondo de Naciones Unidas para la Población UNFPA
- Organización Internacional de Control de Estupefacientes OICE
- Organización Internacional del Trabajo OIT
- Organización de las Naciones Unidas para la Educación, la Ciencia y la Cultura Unesco
- Organización Mundial de la Salud OMS
- Banco Mundial

## Agenda 2030
El trabajo de ONUSIDA busca enfocar su labor en 10 de los objetivos de desarrollo sostenible de la agenda 2030 de la ONU y son los siguientes:
- Objetivo 1: Fin de la pobreza (vulnerabilidad)
- Objetivo 2: Hambre cero  (riesgo de infección)
- Objetivo 3: Buena salud y bienestar (cobertura y prevención)
- Objetivo 4: Garantizar una educación de calidad (campañas)
- Objetivo 5: Lograr la igualdad de género (brecha)
- Objetivo 8: Trabajo decente y crecimiento económico (acceso a servicios)
- Objetivo 10: Reducir las desigualdades (brecha)
- Objetivo 11: Ciudades y comunidades sostenibles (zona de riesgo)
- Objetivo 16: Paz, justicia e instituciones sólidas
- Objetivo 17: Revitalizar la alianza mundial para el desarrollo sostenible (acceso a productos)

## Campañas

### Día mundial del sida
Nacido en 1988 e el marco del Programa Global sobre el sida (GPA) de la Organización Mundial de la Salud (OMS). Cada año, el 1 de diciembre ONUSIDA trabaja en conjunto con instituciones en todo el mundo (gobierno y sociedad civil) con el fin de prevenir, recordar y apoyar el VIH.